# 蔣英 (声楽家)
蔣 英（しょう えい、1919年9月7日 - 2012年2月5日）は、中華人民共和国の声楽家。銭学森の妻。

## 経歴
1919年9月7日、浙江省海寧県（現在の海寧市）で生まれる。父の蔣百里は保定陸軍軍官学校の校長を務めた。母は北海道出身の日本人の佐藤屋子。日本看護師助生専門学校を卒業し、帝国大学産科で5年間学んだ。
蔣英は幼い頃から音楽が好きで、1936年、17歳で父とヨーロッパを旅行し、イタリア・オーストリア諸国を旅行し、1937年にドイツのベルリン芸術大学に入学し、1941年に卒業した。
1946年、蔣英は上海に戻り、蘭心大戯院で初のコンサートを開催した。1947年、上海沙遜大廈（Sassoon House）で銭学森と結婚した。同年9月26日、2人は米国のボストンに新居を構え、銭学森は新婚の妻にピアノをプレゼントした。二人には銭永剛という息子と、銭永真という娘がいる。
1955年10月、中米政府は銭学森氏と家族が米国から中国に戻ることを許可されたことで合意した。帰国後、蔣英は中央実験歌劇院で指導と独唱の俳優を務め、やがて中央音楽学院に移り歌劇系教授に着任。有名な学生には李双江がいた。
2012年2月5日に北京市で92歳で逝去した。

## 家族
- 父：蔣百里
- 母：佐藤屋子
- 長男：銭永剛
- 長女：銭永真